# Ripenda Kosi
Ripenda Kosi is een plaats in de gemeente Labin in de Kroatische provincie Istrië. De plaats telt 12 inwoners (2001).